# Oddział Władysława Emianowicza
Oddział Władysława Eminowicza – partia powstańcza okresu powstania styczniowego.
Oddział został sformowany w listopadzie 1863 na terenie dawnego województwa sandomierskiego. Jego dowódcą był mjr Władysław Eminowicz. Liczył około 700 ludzi, stacjonował w lasach iłżeckich i był wizytowany przez gen. Hauke-Bosaka i płk. Zygmunta Chmieleńskiego.